# Arthur Grumiaux
Arthur Grumiaux, född 21 mars 1921 i Villers-Perwin i Hainaut, Belgien, död 16 oktober 1986 i Bryssel, var en belgisk violinist. Han fick sitt internationella genombrott efter sitt första framträdande 1952 i USA.
Asteroiden 4571 Grumiaux är uppkallad efter honom.